# Diocesi di Gaborone
La diocesi di Gaborone (in latino Dioecesis Gaboronensis) è una sede della Chiesa cattolica in Botswana suffraganea dell'arcidiocesi di Pretoria. Nel 2023 contava 87.000 battezzati su 1.353.000 abitanti. È retta dall'arcivescovo, titolo personale, Franklyn Nubuasah, S.V.D.

## Territorio
La diocesi si estende nel sud del Botswana, comprendendo i 5 distretti meridionali del Paese: Kgalagadi, Kgatleng, Kweneng, Meridionale e Sudorientale.
Sede vescovile è la città di Gaborone, dove si trova la cattedrale di Cristo Re.
Il territorio è suddiviso in 27 parrocchie.

## Storia
La prefettura apostolica del Bechuanaland fu eretta il 2 aprile 1959 con la bolla Cum Venerabiles Fratres di papa Giovanni XXIII, ricavandone il territorio dalle diocesi di Bulawayo (oggi arcidiocesi) e Kimberley e dal vicariato apostolico di Windhoek (oggi arcidiocesi). Originariamente la prefettura apostolica si estendeva su tutto il territorio del Protettorato.
Il 5 agosto 1966 in forza della bolla Ecclesiae sanctae di papa Paolo VI la prefettura apostolica fu elevata a diocesi e assunse il nome di diocesi di Gaberones. Originariamente era suffraganea dell'arcidiocesi di Bloemfontein.
Il 7 aprile 1970 ha assunto il nome attuale.
Il 27 giugno 1998 ha ceduto una porzione del suo territorio a vantaggio dell'erezione del vicariato apostolico di Francistown (oggi diocesi).
Il 5 giugno 2007 è entrata a far parte della provincia ecclesiastica di Pretoria.

## Cronotassi dei vescovi
Si omettono i periodi di sede vacante non superiori ai 2 anni o non storicamente accertati.
- Urban Charles Joseph Murphy, C.P. † (24 aprile 1959 - 28 febbraio 1981 deceduto)
- Boniface Tshosa Setlalekgosi † (30 novembre 1981 - 5 febbraio 2009 ritirato)
- Valentine Tsamma Seane (5 febbraio 2009 - 9 agosto 2017 dimesso)
- Franklyn Nubuasah, S.V.D., dal 6 giugno 2019[1]

## Statistiche
La diocesi nel 2023 su una popolazione di 1.353.000 persone contava 87.000 battezzati, corrispondenti al 6,4% del totale.
| anno | popolazione | popolazione | popolazione | presbiteri | presbiteri | presbiteri | presbiteri                | diaconi | religiosi | religiosi | parrocchie |
| anno | battezzati  | totale      | %           | numero     | secolari   | regolari   | battezzati per presbitero | diaconi | uomini    | donne     | parrocchie |
| ---- | ----------- | ----------- | ----------- | ---------- | ---------- | ---------- | ------------------------- | ------- | --------- | --------- | ---------- |
| 1970 | 16.879      | 611.000     | 2,8         | 24         | 2          | 22         | 703                       |         | 24        | 26        |            |
| 1978 | 29.199      | 793.000     | 3,7         | 24         | 3          | 21         | 1.216                     |         | 23        | 53        |            |
| 1990 | 45.826      | 1.100.000   | 4,2         | 26         | 3          | 23         | 1.762                     | 1       | 34        | 51        | 26         |
| 1999 | 59.325      | 700.000     | 8,5         | 25         | 4          | 21         | 2.373                     | 1       | 23        | 27        | 17         |
| 2000 | 60.134      | 703.000     | 8,6         | 24         | 4          | 20         | 2.505                     | 1       | 22        | 32        | 17         |
| 2001 | 60.893      | 719.000     | 8,5         | 27         | 6          | 21         | 2.255                     | 1       | 23        | 46        | 18         |
| 2002 | 61.675      | 875.900     | 7,0         | 30         | 10         | 20         | 2.055                     | 1       | 23        | 50        | 18         |
| 2003 | 62.497      | 957.100     | 6,5         | 30         | 7          | 23         | 2.083                     | 1       | 25        | 39        | 17         |
| 2004 | 63.257      | 904.900     | 7,0         | 31         | 6          | 25         | 2.040                     | 1       | 27        | 44        | 18         |
| 2006 | 63.926      | 1.003.645   | 6,4         | 31         | 11         | 20         | 2.062                     | 5       | 22        | 53        | 20         |
| 2007 | 64.618      | 1.033.754   | 6,2         | 37         | 12         | 25         | 1.746                     |         | 27        | 50        | 20         |
| 2010 | 32.459      | 1.104.000   | 2,9         | 41         | 10         | 31         | 791                       | 6       | 37        | 51        | 23         |
| 2013 | 85.700      | 1.231.000   | 7,0         | 47         | 15         | 32         | 1.823                     | 4       | 33        | 56        | 23         |
| 2016 | 90.238      | 1.105.965   | 8,2         | 44         | 13         | 31         | 2.050                     | 4       | 33        | 48        | 25         |
| 2019 | 90.000      | 1.263.000   | 7,1         | 46         | 21         | 25         | 1.956                     | 3       | 26        | 56        | 27         |
| 2021 | 85.127      | 1.304.275   | 6,5         | 42         | 17         | 25         | 2.026                     | 4       | 28        | 49        | 27         |
| 2023 | 87.000      | 1.353.000   | 6,4         | 49         | 24         | 25         | 1.775                     | 3       | 28        | 49        | 27         |